# Wojna chińsko-koreańska (660–674)
Wojna chińsko-koreańska (kor. 고구려-당 전쟁, wojna Koguryŏ-Tang) – kampanie zbrojne z udziałem cesarstwa Tang oraz koreańskich królestw Baekje, Koguryŏ i Silla, w latach 660–674.

## Przebieg
W 660 roku Półwysep Koreański stał się celem ataku armii chińskiej. 130-tysięczne siły dowodzone przez generała Su Dingfanga oraz 50 000 sprzymierzeńców z koreańskiego królestwa Silla pod wodzą generała Kim Yu-sina zaatakowało królestwo Baekje, które włączono do Chin. W decydującej bitwie pod Baekgang wojska Baekje wspierane przez posiłki z Wa (Japonii) poniosły klęskę.
W roku 667 wojska chińskie pod dowództwem generała Li Shiji, oraz sprzymierzeńcy z Silli pod wodzą generała Kim In-muma wtargnęły do królestwa Goguryeo, które zostało pokonane. Także i to królestwo włączono do Chin, aresztując króla oraz uprowadzając do Chin 200 000 jeńców.
W roku 671 królestwo Silla zerwało sojusz z Chinami, wspierając ruch powstańczy na terenach zajętych przez Chińczyków. W tym samym roku wojska Silli odbiły z rąk chińskich terytorium Baekje. W odpowiedzi na to, cesarz Tang Gaozong w roku 674 ponownie wysłał armię do Korei. Chińczycy zostali pobici przez siły Silli, które zajęły kwaterę chińską w Goguryeo. Po tej klęsce wojska chińskie w pośpiechu opuściły Półwysep Koreański, który dostał się w większości pod panowanie Silli.